# Groupe d'armées prince héritier allemand
Le groupe d'armées prince héritier allemand est une grande unité et l'autorité de commandement associée de la Deutsches Heer pendant la Première Guerre mondiale (1914-1918). Il comprend plusieurs armées.

## Déploiement, zone de commandement
Le groupe d'armées prince héritier allemand est créé le 26 novembre 1916 dans le cadre de la réorganisation du front occidental et de la subordination des armées qui étaient auparavant directement contrôlées par le commandement suprême de l'armée aux commandements de groupe d'armées et inclut la section centrale du front ouest commençant à la jonction avec le groupe d'armées prince héritier Rupprecht dans l'arc de front à Noyon à l'est de Verdun. Au sud, il est lié au groupe d'armées duc Albert à partir du 1er mars 1917 et du groupe d'armées Gallwitz. Formellement, le fils aîné de l'empereur Guillaume II, le prince héritier Guillaume de Prusse, est son commandant en chef. Mais dans les faits, le prince héritier est chargé par l'empereur de suivre les conseils de son chef d'état-major.

## Composition
Le groupe d'armées comprend les unités suivantes (du nord au sud):
- 2e armée (du 1er mars 1917 au 1er février 1918)
- 18e armée (à partir de février 1918)
- 7e armée (à partir du 1er mars 1917)
- 1re armée (à partir du 12 avril 1917)
- 3e armée
- 5e armée (jusqu'en février 1918)

## Engagements
Les opposants au "groupe d'armées du prince héritier allemand" sont l'armée française. Au printemps 1917, il doit endurer de violents combats défensifs (bataille de l'Aisne). En conséquence, le prince héritier et Schulenburg appellent à des négociations de paix. Cependant, les mutineries qui éclatent dans l'armée française après la bataille ne sont pas reconnues du côté allemand.
Au printemps 1918, après l'effondrement de la Russie, le commandement suprême de l'armée fait une dernière tentative pour forcer la décision (offensive du printemps 1918). La première offensive allemande a pour but de déchirer la jonction entre les armées française et anglaise, puis de repousser l'armée anglaise vers le nord-ouest et de l'encercler et de la détruire avec une seconde offensive à Ypres. Schulenburg, jugeant cette approche trop ambitieuse, propose plutôt une offensive objective limitée à l'ouest de Verdun. Après l'échec de l'offensive de printemps contre l'armée expéditionnaire anglaise, cette offensive est menée comme une attaque de diversion en vue d'une bataille décisive à rechercher plus tard en Flandre (attaque de Hagen) et aboutit à une surprenante percée de front. Cependant, même ce succès partiel n'a pas de conséquences profondes. À partir du 18 juillet 1918, le groupe d'armées est engagé dans de durs combats défensifs et doit se retirer progressivement jusqu'à l'armistice du 11 novembre 1918.